# Markku Koplimaa
Markku Koplimaa (* 1985 oder 1986) ist ein professioneller estnischer Pokerspieler, der hauptsächlich online spielt.

## Pokerkarriere

### Online
Koplimaa spielt seit April 2011 Onlinepoker. Er nutzt die Nicknames markovitsus (PokerStars), ExVang (GGPoker) und bloodone (Unibet). Auf PokerStars belegte er im Mai 2016 beim Main Event der Spring Championship of Online Poker den fünften Platz und erhielt sein bisher höchstes Online-Preisgeld von 416.000 US-Dollar. Insgesamt hat er sich auf der Plattform mit Turnierpoker über 10 Millionen US-Dollar erspielt. Seine gesamten Online-Turniergewinne liegen bei mehr als 14,5 Millionen US-Dollar, womit er einer der erfolgreichsten Onlineturnierspieler ist. 2021 stand er zeitweise auf Platz 11 des PokerStake-Rankings, das die erfolgreichsten Onlinepoker-Turnierspieler weltweit listet.

### Live
Seine ersten Geldplatzierungen bei Live-Turnieren erzielte Koplimaa zwischen Mai 2011 bis Juni 2012 ausschließlich bei Pokerturnieren in Tallinn. Im August 2014 belegte er beim Main Event der European Poker Tour (EPT) in Barcelona den 28. Platz und erhielt 28.500 Euro. Im August 2016 wurde er bei einem Side-Event der EPT Barcelona Dritter und sicherte sich rund 220.000 Euro. Anfang Juli 2018 war der Este erstmals bei der World Series of Poker im Rio All-Suite Hotel and Casino am Las Vegas Strip erfolgreich und kam bei zwei Turnieren der Variante No Limit Hold’em in die Geldränge, u. a. belegte er den 949. Platz im Main Event. Ende August 2019 setzte er sich beim National-Event der EPT Barcelona gegen 4681 andere Spieler durch sicherte sich sein bisher höchstes Preisgeld von 585.500 Euro.
Insgesamt hat sich Koplimaa mit Poker bei Live-Turnieren knapp 1,5 Millionen US-Dollar erspielt und ist damit der erfolgreichste estnische Pokerspieler.